# The Octet Broadcasts 1969 and 1979
The Octet Broadcasts 1969 and 1979 ist ein Jazzalbum von Alan Wakeman. Die am 21. November 1969 im Aeolian Studio 2 der BBC und am 23. Mai 1979 im BBC Maida Vale Studio 5 entstandenen Aufnahmen erschienen am 21. August 2020 auf Gearbox Records.

## Hintergrund
Als der Kunstlehrer Mike Westbrook seinen Schüler Alan Wakeman ermutigte, professionell Saxophon zu spielen, begann für den Musiker eine lange musikalische Beziehung und eine hochproduktive Karriere, schrieb Matthew Wright. Die vorliegenden Aufnahmen wurden in Wakemans Frühzeit im Abstand von zehn Jahren für die BBC aufgezeichnet. Während dieser Zeit entwickelte er seinen Ruf als gefragter Saxophonist und spielte nicht nur regelmäßig mit Westbrooks Orchester und Brass Band, sondern auch mit Graham Collier, Paul Lytton, Harry Miller, John Dankworth, dem London Jazz Composers’ Orchestra und anderen. Bei den BBC-Sessions wurden Wakemans Kompositionen und Arrangements aufgenommen. Der Schwerpunkt liegt auf dem Solo, während die Position im Kontext einer voll klingenden, kraftvollen Band beibehalten wird, ganz im Sinne seines Mentors Westbrook.
Die Studiosession von 1969 (CD 1) wurde nur wenige Jahre nach dem Verlassen des Musikcolleges durch Wakeman aufgenommen. Der damals 22-jährige Wakeman, der kurz zuvor mit einer Big Band durch Deutschland getourt hatte, wurde von Roger Eames, dem Produzenten der BBC-Sendereihe Jazz Workshop, gebeten, eine Sendung mit seinem eigenen Kompositionen zu bestreiten. Auf Wunsch der BBC gehörten so erfahrene Größen der britischen Jazzszene wie die Saxophonisten Alan Skidmore und Mike Osborne, der Posaunist Paul Rutherford und der Pianist John Taylor zur Band. Aus Rücksicht auf sie spielte Wakeman selbst nur ein kurzes Solo. Die Instrumentierung, Arrangements und das Ambiente des ersten und zweiten der drei Stücke, der lauten „Dreams“ und des balladenhaften „Forever“ (inspiriert von Victor Youngs „When I Fall In Love It Will Be Forever“), erinnerten an Charles Mingus bzw. an Duke Ellington. Das letzte Stück der Sesion, „Merry-Go-Round“, ist eine Mischung aus freiem Spiel der Bläser und einem kitschigen Show-Tune, so Chris May.
Die Session von 1979 (CD 2) entstand mit einer leicht modifizierten Band, der weiterhin Skidmore und Rutherford angehörten. Gordon Beck ersetzte hier John Taylor, Henry Lowther an der Trompete ersetzt den zweiten Posaunisten Nieman, und Art Themen ersetzte Míke Osborne als dritten Saxophonisten. Die fünfteilige Suite „Chaturanga“, die er in etwas anderer Besetzung (etwa mit Evan Parker) 1979 auch live präsentiert hatte, basiert lose auf dem Schachspiel; die Titelmelodie erinnert an einen klassischen Raga. (Wakeman hatte zuvor Indien auf Tour mit Collier besucht) und die drei Saxophonisten spielen Sopran, was an den Klang des Shehnai-Spielers Bismillah Khan erinnere, so Chris May. Es folgten eine schnelle, im Hard Bop wurzelnde Nummer („Manhattan Variation“), eine Ballade („Vienna“), ein kurzes Gefecht zwischen Posaune und Tenorsaxophon („Robatsch Defence“) sowie ein weiterer schneller Titel, „Kingside Breakthrough“.
Die drei Titel der ersten BBC-Session wurden am 8. Dezember 1969 in der Rundfunksendung Jazz Workshop von BBC Radio 1 gesendet; die zweite Session von 1979 wurde am 9. Juli 1979 in der Sendereihe Jazz in Britain in BBC Radio 3 ausgestrahlt. Ihre Veröffentlichung 2020 ist erst das erste Album Wakemans unter eigenem Namen.
Martin Chilton ließ in seiner Rezension in London Jazz News Alan Wakeman selbst zu Wort kommen:
„Ich würde hoffen, dass jedes moderne oder andere Publikum den außergewöhnlichen musikalischen Erfindungsreichtum der beteiligten Spieler, die Qualität der BBC-Aufnahme, den hervorragenden Kommentar von zwei großen Jazz-Anhängern, das Vertrauen der Produzenten und deren Weitsichtigkeit genießen kann, dass diese Darbietungen in einem so wunderbaren Qualitätsformat verfügbar gemacht wurden, das das „Goldene Zeitalter“ voll widerspiegelt. Außerdem hoffe ich bei diesen Aufnahmen, dass die Großzügigkeit und Begeisterung, die mir die Musiker bei beiden Gelegenheiten gezeigt haben, zum Ausdruck kommt - live und gut.“

## Titelliste
- Alan Wakeman: The Octet Broadcasts 1969 and 1979 (Gearbox GB1562)[4]

CD 1 – Jazz Workshop 1969
1. Dreams (intro) 0:06
2. Dreams 10:10
3. Forever (intro) 1:00
4. Forever 8:09

CD2 – Jazz In Britain 1979
1. Introduction by Charles Fox 8:51
2. Chaturanga 2:54
3. Manhattan Variation 7:59
4. Vienna 5:38
5. Robatsch Defence 1:09
6. Kingside Breakthrough 5:58
7. Conclusion by Charles Fox 0:32

## Rezeption
Nach Ansicht von Chris May, der das Album in All About Jazz rezensierte, waren es in den 1970er-Jahren zwei Bandleader, die die Fackel für den britischen Jazz trugen, der Bassist Graham Collier und der Pianist Mike Westbrook, mit denen der Saxophonist und Komponist Alan Wakeman damals tourte und aufnahm. Bedauernswerterweise habe Wakeman noch nie ein Album unter seinem eigenen Namen veröffentlicht; doch die Musik der beiden Bands, die er für diese von der BBC in Auftrag gegebenen Aufnahmen zusammengestellt hatte, würden einen erfinderischen und engagierten Komponisten und Arrangeur offenbaren, dessen Individualität im Jahrzehnt zwischen ihnen aufblühte.